# Caterina a Suediei
Caterina a Suediei (suedeză Katarina av Sverige; n. 10 noiembrie 1584, Comuna Nyköping, Nyköpings län, Suedia – d. 13 decembrie 1638, Västerås Town⁠(d), Comitatul Västmanland, Suedia) a fost prințesă suedeză și contesă palatină de Zweibrücken ca soție a vărului ei de gradul doi, Johann Casimir de Palatinate-Zweibrücken. Este cunoscută sub numele de mama adoptivă a reginei Christina a Suediei.

## Biografie
Caterina a fost fiica regelui Carol al IX-lea al Suediei și a primei lui soții, Maria de Palatinate-Simmern. Personalitatea ei a fost descrisă ca fiind "o unire fericită a puterii și a înțelepciunii tatălui ei și umilința sensibilă a mamei ei". Mama ei a murit în 1589 iar ea a fost plasată în grija germanei Euphrosina Heldina von Dieffenau, pe care mai târziu ea a lăudat-o. În 1592 tatăl ei s-a recăsătorit cu Christina de Holstein-Gottorp. S-a înțeles bine cu mama ei vitregă și a fost apropiată de frații ei vitregi, dar mai ales a fost apropiată de fratele ei mai mare, viitorul rege Gustavus Adolphus, care a fost foarte afectuos față de ea. Tatăl ei a devenit regent în 1598 și a fost încoronat rege în 1607.
Cu ajutorul mamei vitrege, fratele reginei, arhiepiscopul Johann Frederik de Bremen a aranjat o căsătorie ăntre Caterina și ruda ei, contele Johann Casimir de Palatinate-Zweibrücken. Nunta a avut loc la 11 iunie 1615 la Stockholm. Caterina era una dintre cele mai bogate moștenitoare din Suedia. Cum situația economică la momentul respectiv era tensionată, ea a rămas în Suedia primii ani după căsătoria pentru a-și proteja afacerile. În ianuarie 1618 ea a plecat în Germania. Acolo, cuplul a primit castelul Kleeburg din nordul Alsaciei ca reședință. Anul urmator, Johann Casimir a început să construiască o nouă reședință ăn stil renascentist, Palatul Katharinenburg, în apropiere de Kleeburg. În 1620 Războiul de treizeci de ani i-au forțat să fugă la Strassbourg.
În 1622 fratele ei regele Gustavus Adolphus al Suediei i-a cerut să se întoarcă în Suedia, cu familia ei. Moartea fratelui ei mai mic în Suedia, precum și lipsa de moștenitori ai tronului suedez au fost în mod evident motivul pentru care monarhul a dorit să-i mute în siguranță, departe de Războiul de treizeci de ani. Caterina a acceptat invitația și a ajuns în Suedia cu familia ei, în iunie 1622. La sosire, nașterea fiului ei Carol a consolidat imediat poziția ei. 
Ea și soțul ei au primit Castelul Stegeborg și o moșie în  Östergötland; caterina a fost numită contesă de Stegeborg. Cuplul a menținut un stil de viață regal: o curte cu 60 de doamne de onoare și curteni. Caterina s-a implicat activ în gestionarea averilor în 1626 moșia regală Skenas a devenit fieful ei personal. Caterina era în termeni foarte buni cu fratele ei regele Gustavus Adolphus, despre care se știe că el i-a cerut sfatul. În timpul călătoriilor sale, adesea el o ruga să o controleze pe soția lui, regina Maria Eleonora. Caterina a fost expusă intrigilor de la curte cu scopul de a o ponegri în ochii cuplului regal, însă ea a reușit să evite aceste comploturi.

## Familie
La 11 iunie 1615 ea s-a căsătorit cu contele palatin Johann Casimir de Palatinate-Zweibrücken. Cinci dintre copiil lor u dupravițuit copilăriei:
- Christina Magdalena (1616–1662); căsătorită cu Frederic al VI-lea, Margraf de Baden-Durlach. Regele Adolf Frederic al Suediei a fost strănepotul ei.
- Karl Friedrich (1618-1619)
- Elisabeta Amalie (1619-1628)
- Regele Carol X Gustav al Suediei (1622–1660).
- Maria Eufrosina (1625–1687); căsătorită cu contele Magnus Gabriel De la Gardie.
- Eleonora Catherine (1626–1692); căsătorită cu Frederick, Landgraf de Hesse-Eschwege.
- Adolf Johann (1629–1689).
- Gustav (c1631-?)

Toți regii Suediei care au urmat fiului ei, cu excepția a trei (Frederick I, Oscar I și Carol XIV Ioan), descind din ea. Frederick I și Oscar I s-au căsătorit cu descendenții ei, Carol XIV Ioan a fost fiul adoptat al descendentului ei Carol al XIII-lea.